# Dimanches
 (juillet 2025).
Pour les articles homonymes, voir Dimanche et Dimanche   (homonymie).
Pour plus de détails, voir Fiche technique et Distribution.
Dimanches est un court métrage belge écrit et réalisé par Valéry Rosier  qui est sorti en 2011. 

## Fiche technique
- Titre original : Dimanches
- Titre français : Dimanches
- Réalisation : Valéry Rosier
- Scénario : Valéry Rosier
- Photographie : Olivier Boonjing
- Montage : Nicolas Rumpl
- Musique : Jurgen Biller
- Pays d'origine : Belgique
- Langue originale : film sonore
- Format : couleur
- Genre : court métrage
- Durée : 16 minutes
- Dates de sortie :
  - France : mai 2011 (Festival de Cannes)
  - Belgique : 1er octobre 2011 (Festival international du film francophone de Namur)

## Distribution
- André Caron :
- André Delcroix :
- Germaine Dervaux :
- André Lefèbvre :
- Jean-Louis Lejeune :

## Récompenses et distinctions
Lauréat
- Festival international du film de Bratislava 2011 : meilleur court métrage
- Brussels Short Film Festival 2011 : Grand Prix
- Festival de Cannes 2011 : Discovery Award
- Magritte du cinéma 2012 : meilleur court métrage
- Festival international du film de Bratislava 2011 : meilleure photographie pour Olivier Boonjing
- Vila do Conde International Short Film Festival 2011 : Prix UIP Vila do Conde : Meilleur court métrage européen

Nominations
- Prix du cinéma européen 2011 : European Film Award - European Short Film